# Тироль, Михаил Петрович
Михаил Петрович Тироль (1814—1866) — офицер Российского императорского флота, участник обороны Петропавловска, совершил кругосветное плавание на фрегате «Аврора», командир фрегата «Аврора», 2-го флотского экипажа, линейного корабля «Выборг», начальник Северной оборонительной линии в Кронштадте, капитан 1 ранга, Георгиевский кавалер.

## Биография
Тироль Михаил Петрович родился 17 марта 1814 года в Лифляндской губернии.
Учился в Морском корпусе, 3 марта 1830 года был произведён в гардемарины, на фрегате «Анна» находился в плавании в Балтийском море. В 1831 году на корвете «Император Александр І» крейсировал на Балтике и 31 декабря того же года произведён в мичманы. Был у проводки от Петербурга до Кронштадта по мелководному устью Невы глубокосидящих кораблей «Не тронь меня» в 1832 году и брига «Казарский» в 1834 году. В 1835—1837 годах на том же бриге крейсировал в Балтийском море. 10 марта 1837 года произведён в лейтенанты. В 1840 году командовал ботом № 4 в Финском и Ботническом заливах. В 1841—1846 годах на корвете «Император Петр I», бриге «Агамемнон», корвете «Львица» и в составе отряда гребной флотилии крейсировал по Балтийскому морю. 26 ноября 1847 года произведён в капитан-лейтенанты. В кампании 1848—1852 годов крейсировал на корветах «Березино» и «Император Пётр І» у датских берегов. В 1849 году награждён орденом Святой Анны 3 степени.
Был назначен старшим офицером фрегата «Аврора», на котором в 1853—1854 годах под командованием капитан-лейтенанта Ивана Николаевича Изыльметьева совершил кругосветное плавание из Кронштадта на Камчатку.
Участие в Петропавловской обороне

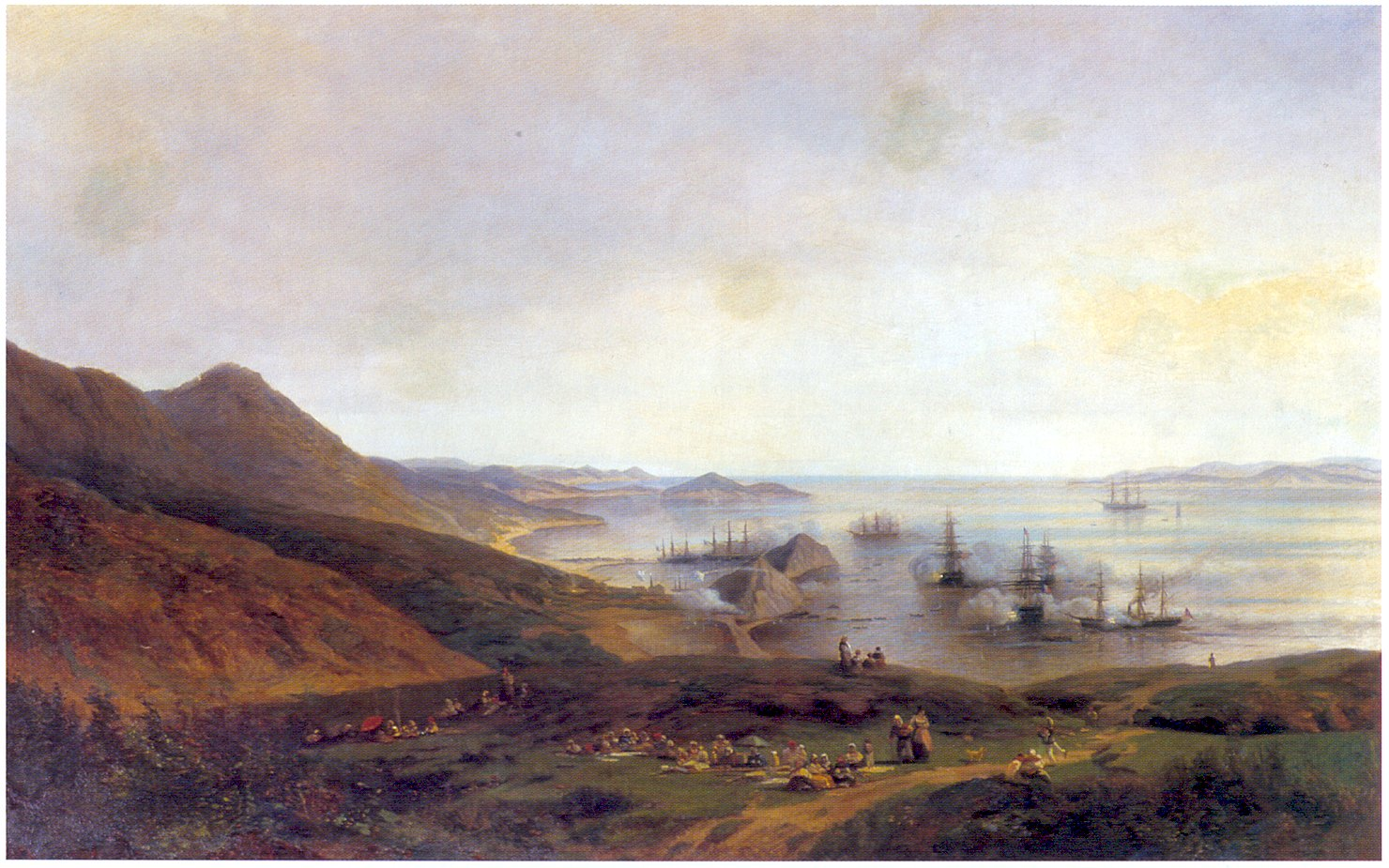
Оборона Петропавловска
(картина кисти А. П. Боголюбова)

В августе 1854 года лейтенант Тироль, выполняя обязанности старшего офицера фрегата «Аврора», принимал участие в обороне Петропавловска от англо-французской эскадры в ходе Восточной войны 1853—1856 годов. В рапорте командира фрегата «Аврора» было отмечено, что «...Михаил Тироль — исполнял обязанности старшего офицера, и в продолжение всей осады и бомбардировке и славные 20 и 24 августа был героем».
За отличие Михаил Петрович был произведён 1 декабря 1854 года в капитаны 2-го ранга и награждён орденом Святого Владимира 4-й степени с мечами. 8 и 9 мая 1855 года в заливе Де-Кастри на фрегате «Аврора» участвовал в отражении неприятельского флота. За что был награждён орденом Святой Анны 2-й степени.
После ухода из Петропавловска «Аврора» находилась в устье Амура до заключения мира. 26 августа 1856 года Тироль был произведён в капитаны 1 ранга и вскоре назначен командиром фрегата «Аврора», на котором в период с октября 1856 по июнь 1857 года совершил переход из Тихого океана в Кронштадт. В 1857 году был награждён орденом Святой Анны 2 степени с императорской короной, а через год — орденом Святого Георгия 4 класса за 25-ти летнюю выслугу. В 1858—1863 годах командовал 2-м флотским экипажем при Кронштадтском порте и линейным кораблём «Выборг». 23 апреля (5 мая) 1861 года назначен командиром винтового корабля «Цесаревич» и 9-го флотского экипажа. С 1863 года состоял начальником Северной оборонительной линии в Кронштадте. В 1864 году награждён орденом Святого Владимира 3 степени с мечами.
Михаил Тироль значится в списках дворян Новгородской губернии. 18 июля 1866 года умер и был исключён из списков Морского ведомства. Михаил Петрович Тироль был похоронен на погосте храма во имя Успения Пресвятой Богородицы в деревне Воронино Батецкого района. Памятник на могиле сохранился.

## Семья
Братья:
- Александр Тироль — морской офицер, участник Крымской войны. Капитан первого ранга. В отставку вышел генерал-майором[2] (?).
- Константин Тироль (ок. 1815—1854) — морской офицер, капитан-лейтенант, герой Севастопольской обороны. Погиб в ходе боя на севастопольском бастионе.
- Павел Тироль (1812—1871) —  морской офицер, в 1854 году участвовал в обороне Кронштадта от атак соединённого англо-французского флота. В дальнейшем — контр-адмирал.

## Награды
За время службы капитан 1 ранга Тироль был награждён следующими наградами:
- орден Святой Анны 3 степени (1849)
- орден Святого Владимира 4 степени с мечами (24 августа 1854)
- орден Святой Анны 2 степени (1855)
- орден Святой Анны 2 степени с императорской короной (1857)
- орден Святого Георгия 4 степени (26 ноября 1857 года, за 25 лет выслуги)
- орден Святого Владимира 3 степени с мечами (19 апреля 1864 года)